# Travis Peterson
Pour les articles homonymes, voir Peterson.
Travis Peterson, né le 18 mai 1985, à Glendale, en Arizona, est un joueur américain de basket-ball. Il évolue au poste de pivot.